# План Калерги

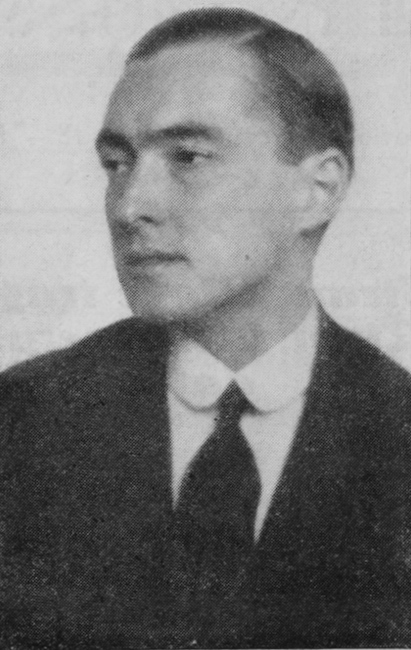
Рихард Калерги, 1926

План Калерги (иногда Заговор Куденхове-Калерги) — ультраправая антисемитская теория заговора белых националистов, согласно которой идеолог европейской интеграции и сын японки Рихард Калерги планировал смешать белых европейцев с другими расами путём миграции и убедил европейские аристократические круги принять этот план. Эта теория заговора распространена в основном в Европе и отчасти в Северной Америке.

## История
В 2005 году австрийский писатель Герд Хонзик написал о плане Калерги одноимённую книгу. По мнению издания «Linkiesta», план Калерги сравним по значимости с «Протоколами сионских мудрецов».

## Критика
По данным «Southern Poverty Law Center», утверждение о существовании плана Калерги является способом распространить на Европейском континенте идею о «геноциде белой расы», этому способствует то, что белые националисты часто используют подлинные, но вырванные из контекста слова Рихарда Калерги, чтобы подтвердить теорию заговора, согласно которой иммиграционная политика Европейского союза была запланирована ещё при его создании как средство уничтожения белой расы. Антирасистская организация «Hope Not Hate» описала расистскую теорию заговора, согласно которой Рихард Калерги планировал изменить иммиграционную политику европейских государств так, чтобы создать из их населения «людей без идентичности», которыми будут править евреи.